# Abaújszolnok
Abaújszolnok (ruszinul: Солнок) község az Észak-Magyarország régióban, Borsod-Abaúj-Zemplén vármegyében, a Szikszói járásban.

## Fekvése
Az Északi-középhegységben, a Cserehát keleti oldalán fekszik, Miskolctól 35 kilométerre, északkeletre. A szomszédos települések: észak felől Abaújlak (Szanticska), kelet felől Baktakék, dél felől Selyeb, nyugat felől pedig Nyésta. [Határos még Gagyapátival is, de közúti kapcsolat nincs közöttük.] A legközelebbi város Encs (20 km).

### Megközelítése
Közúton a 3-as főútról Szikszón, a Miskolci úton a II. Rákóczi Ferenc útnál balra elágazó 2622-es úton érhető el a legegyszerűbben. Ebből a 2622-es útból Abaújszolnok határában ágazik el a Nyéstára vezető 26 132-es mellékút és a Baktakéken keresztül Encs felé összeköttetést biztosító 2623-as út.
A közúti tömegközlekedést a Volánbusz autóbuszai biztosítják.
Vasútvonal nem vezet át a településen, a legközelebbi vasútállomás az egyaránt kb. 20-20 kilométerre lévő Szikszón (Szikszó vasútállomás) vagy Encsen (Forró-Encs vasútállomás) található, a MÁV 90-es számú Felsőzsolca–Hidasnémeti-vasútvonalán.

## Története
Az első írásos emlék, amely a település nevét említi 1256-ból maradt fenn; ebben „Zonuk” néven szerepel. Ekkor szolnoki nemesek földje volt, és Nyéstával volt határos. Egykoron a történelmi Abaúj vármegyéhez tartozott, amely a nevét az Aba nemzetségről, illetve az általuk épített Abaújvárról kapta. A török hódoltság idején elnéptelenedett, Rákóczi telepítette be ruténekkel.
1750-ben Tiszta Pál kapott adományt Mária Teréziától Abaújszolnok, Monaj és Selyeb községekben.
A vidék a trianoni döntést követően az ország peremvidékévé vált, s ez az elkövetkező évtizedek során döntő módon befolyásolta gazdasági-társadalmi életét, fejlődését.

## Közélete

### Polgármesterei
| Időszak   | Polgármester   | Párt        |
| --------- | -------------- | ----------- |
| 1990–1994 | Németh György  | független   |
| 1994–1998 | Báki Ferenc    | független   |
| 1998–2002 | Kovács Miklós  | független   |
| 2002–2006 | Kovács Miklós  | független   |
| 2006–2010 | Fehér Gyula    | független   |
| 2010–2011 | Gönczi Gáborné | független   |
| 2011–2014 | Gönczi Gáborné | független   |
| 2014–2019 | Gönczi Gáborné | független   |
| 2019–2020 | Gönczi Gáborné | független   |
| 2020–2024 | Rácz Pál       | (független) |
| 2024– :   | Rácz Pál       | (független) |

A településen 2011. október 16-án időközi polgármester-választást (és képviselő-testületi választást) tartottak, az előző képviselő-testület önfeloszlatása miatt. A választás hat polgármesterjelöltje között a hivatalban lévő faluvezető is elindult, és meg is nyerte azt.
Ugyancsak időközi polgármester-választást (és képviselő-testületi választást) tartottak a településen 2020. október 4-én is, a képviselő-testület 2020. július 13-án kimondott önfeloszlatása miatt. A választáson a hivatalban lévő polgármester is elindult, de egyetlen szavazattal lemaradt két kihívója egyikétől.

## Népesség
- 2010: 181 fő
- 2001: 161 fő
- 1990: 143 fő[15]
- 1983: 219 fő
- 1948: 388 fő[16]
- 1910: 398 fő

A település népességének alakulása:
| Lakosok száma | 195  | 188  | 183  | 202  | 184  | 216  | 227  |
|               | 2013 | 2014 | 2015 | 2021 | 2022 | 2023 | 2024 |

### Népcsoportok

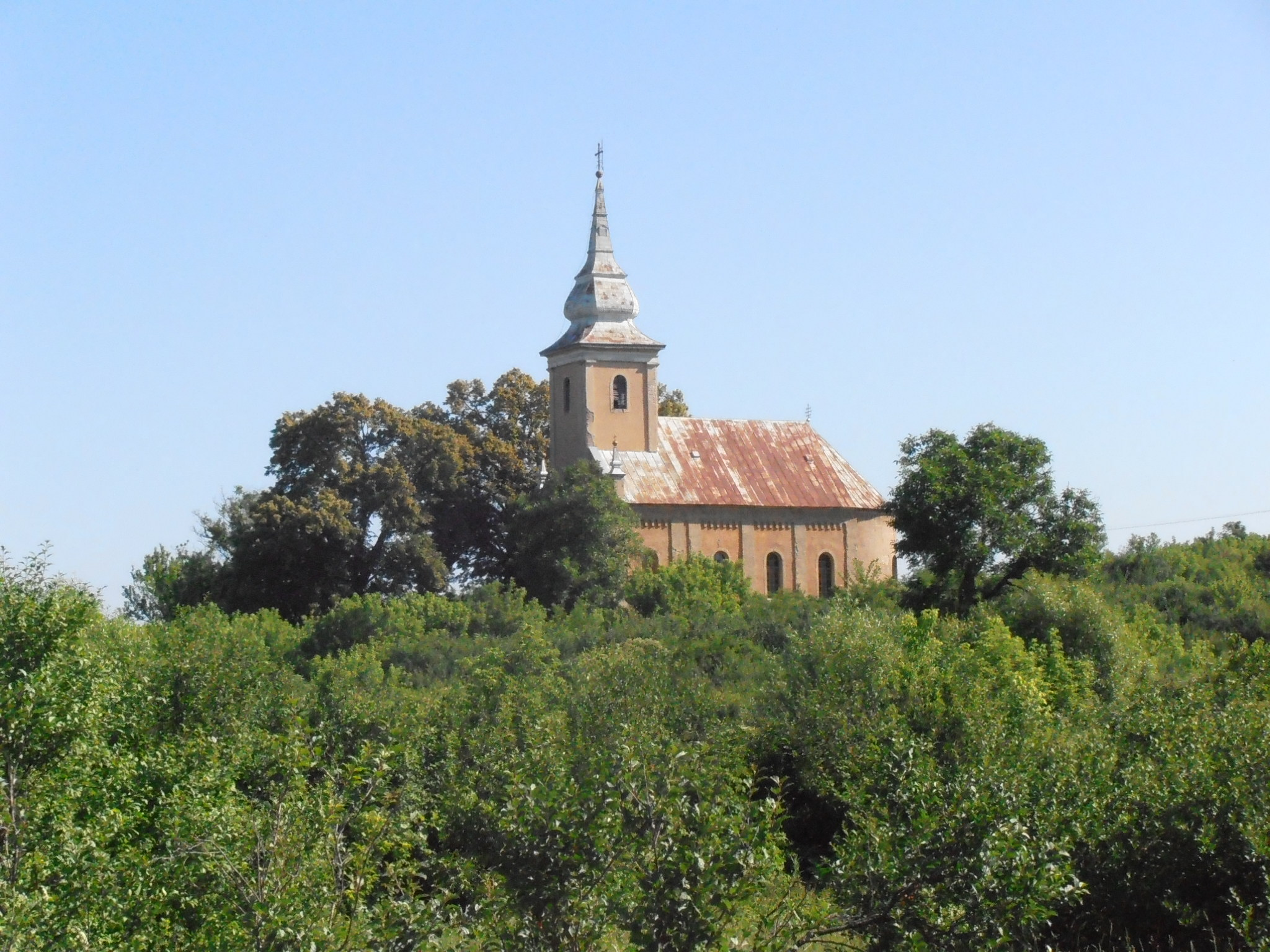
Az abaújszolnoki görögkatolikus templom

A 2001-es népszámlálás adatai szerint a településnek csak magyar lakossága van.
2022-ben a lakosság 71,7%-a vallotta magát magyarnak, 24,5% cigánynak, 0,5% egyéb, nem hazai nemzetiségűnek (28,3% nem nyilatkozott; a kettős identitások miatt a végösszeg nagyobb lehet 100%-nál).

## Vallás
A 2001-es népszámlálás adatai szerint a lakosság kb. 39%-a római katolikus, kb. 45%-a görögkatolikus, kb. 6%-a református és kb. 2%-a más egyházhoz vagy felekezethez tartozik. Nem tartozik egyetlen vallási közösséghez sem a lakosság kb. 8%-a.
2022-ben vallásuk szerint 10,9% volt római katolikus, 6,5% református, 47,8% görög katolikus, 0,5% egyéb keresztény, 0,5% felekezeten kívüli (33,7% nem válaszolt).

### Római katolikus egyház
Az Egri főegyházmegye (érsekség) Abaúj-Zempléni Főesperességének Szikszó-encsi Esperesi Kerületében lévő monaji plébániához tartozik, mint filia.

### Görögkatolikus egyház
A Miskolci Apostoli Exarchátus Csereháti Esperesi Kerületében lévő selyebi parókiához tartozik, mint filia.

### Református egyház
A Tiszáninneni Református Egyházkerület (püspökség) Abaúji Református Egyházmegyéjébe (esperesség) tartozik. Nem önálló anyaegyházközség, csak szórvány.

### Evangélikus egyház
Az Északi evangélikus egyházkerület (püspökség) Borsod-Hevesi Egyházmegyéjében (esperesség) lévő Fancsal-Hernádvécsei Evangélikus Egyházközséghez tartozik, mint szórvány.

## Látnivalók
- Az 1895-ben épült görögkatolikus (Keresztelő Szent János fejevétele-) templom
- Világháborús emlékmű